# Vange Leonel
Maria Evangelina Leonel Gandolfo OMC (São Paulo, 4 de maio de 1963 – São Paulo, 14 de julho de 2014), mais conhecida como Vange Leonel, foi uma cantora-compositora, guitarrista rítmica, jornalista, blogueira, cronista, romancista, dramaturga, sommelier de cervejas, e ativista feminista e LGBT brasileira. 
Conhecida pelo timbre vocal influenciado por cantoras de blues e soul como Billie Holiday e Janis Joplin, ficou famosa por seu trabalho com a banda de pós-punk Nau, ativa de 1985 a 1989, antes de começar carreira solo em 1991.

## Biografia
Vange Leonel nasceu em São Paulo em 1963. É filha de Maria Helena Leonel e bisneta do general Ataliba Leonel, que lutou na Revolução Constitucionalista de 1932, e prima do ex-Titã Nando Reis.
Suas primeiras incursões no mundo da música foram com o grupo de pós-punk Nau, fundado em 1985. O Nau lançou um álbum homônimo pela CBS em 1987, e também participou da compilação Não São Paulo, Vol. 2, da Baratos Afins. Porém a banda se desfez em 1989, depois que os planos para um segundo álbum fracassaram, e Vange seguiu em carreira solo.
Seu primeiro álbum solo, Vange, foi lançado em 1991 pela Sony Music Entertainment, e continha sua canção mais famosa, "Noite Preta", que foi usada como o tema de abertura da popular telenovela Vamp. Outra canção do álbum, "Esse Mundo", também foi usada como tema de outra telenovela, Perigosas Peruas. Seu segundo lançamento solo, o EP Vermelho, saiu em 1996 pela gravadora independente Medusa Records, fundada pela própria Vange e por sua parceira Cilmara Bedaque no mesmo ano. Cilmara Bedaque também foi coautora da maioria das canções de Vange desde os tempos do Nau. Vermelho não foi tão bem recebido quanto o seu álbum anterior porém, e Vange abandonou a carreira musical para se dedicar à literatura.
Vange Leonel assumiu-se lésbica em 1995, e desde então começou a militar pela causa gay e pelos direitos das mulheres. Em 1999 publicou seu primeiro livro, Lésbicas, seguido por Grrrls: Garotas Iradas de 2001; ambos são coletâneas das crônicas que escrevia para a extinta revista LGBT Sui Generis entre 1997 e 2000. Também já chegou a escrever para a Revista da Folha, CartaCapital e MixBrasil, e junto a Cilmara Bedaque mantinha um blog sobre cervejas de nome "Lupulinas".
Em 2000 escreveu sua primeira peça teatral, As Sereias da Rive Gauche, encenada no mesmo ano sob a direção de Regina Galdino e publicada em formato de livro em 2002. Seu primeiro e único romance, Balada para as Meninas Perdidas, foi lançado em 2003.
Seu quinto e subsequentemente último trabalho literário foi a peça Joana Evangelista, que saiu em 2006; uma reimaginação da vida de Joana d'Arc, passada nos dias atuais, lida com o tema do aborto.
Em meados de junho de 2014, foi diagnosticada com câncer ovariano, e foi internada no Hospital Santa Isabel em São Paulo para tratamento. O câncer mais tarde se espalhou para sua mucosa gástrica, evoluindo para um  câncer de peritônio; assim sendo, quaisquer formas de tratamento tornaram-se ineficazes, e Vange veio a morrer em 14 de julho de 2014, aos 51 anos de idade. Seu corpo foi cremado no Cemitério Horto da Paz em Itapecerica da Serra. Presentes em seu funeral estiveram personalidades como Marisa Orth, Jean Wyllys, Ney Latorraca e Mauro Sanches, um de seus antigos colegas do Nau.
Em uma entrevista de 2012, ela afirmou estar trabalhando numa tradução para o português do romance de 1928 Ladies Almanack, de Djuna Barnes. Desde então, porém, nenhuma outra notícia sobre a tradução foi dada, e não se sabe se Vange chegou a concluir a tradução antes de sua morte.
Em 6 de novembro de 2014, Vange Leonel foi agraciada postumamente com a Ordem do Mérito Cultural.

## Vida pessoal
Vange conheceu sua namorada, a jornalista Cilmara Bedaque, em 1986. Desde então, viveram juntas, até a morte de Vange, em 2014, após intensa luta contra um câncer de ovário.

## Discografia

### Com o Nau
| Ano  | Álbum                                                                          |
| ---- | ------------------------------------------------------------------------------ |
| 1987 | NAU - Produzido por Luiz Carlos Maluly                                         |
| 2018 | O Álbum Perdido do NAU - Produzido por Marcos Mattoli, no Big Bang Studio (SP) |

### Solo
| Ano  | Álbum                                            |
| ---- | ------------------------------------------------ |
| 1991 | Vange - Produzido por Charles Gavin e Nando Reis |
| 1996 | Vermelho - Formato: CD                           |

### Coletâneas
| Ano  | Álbum                                                                          |
| ---- | ------------------------------------------------------------------------------ |
| 1987 | Não São Paulo, Vol. 2 - Contribuiu com as faixas "Madame Oráculo" e "Sofro"    |
| 1991 | Raul Seixas: O Início, O Fim e O Meio - Contribuiu com a faixa "Maluco Beleza" |
| 2005 | The Sexual Life of the Savages - Contribuiu com a faixa "Madame Oráculo"       |

### Participações especiais
| Ano  | Álbum                                                                             |
| ---- | --------------------------------------------------------------------------------- |
| 1980 | Festival da Feira da Vila Madalena - Contribuiu com a faixa "Cheiro de Beterraba" |
| 1986 | Cadê as Armas? - Contribuiu com vocais adicionais em "Santa Igreja"               |